# Kiribati National Championship
Il Campionato gilbertese di calcio è la massima competizione calcistica delle Kiribati. Si disputa durante Te Runga, i giochi nazionali multisport con scadenza biennale, fra squadre che rappresentano selezioni di ogni isola abitata degli arcipelaghi e non i club.

## Campionato 2006

### Gruppo A
- Teinainano Urban Council
- Beru
- Aranuka
- Marakei
- Banaba
- Tabiteuea Sud

### Gruppo B
- Betio Town Council
- Nonouti Football Club
- Abaiang
- Onotoa
- Kuria
- Teraina

### Gruppo C
- TUC 2
- Makin Football Club
- Abemama
- Maiana
- Christmas
- Nikunau

### Gruppo D
- Butaritari
- Tabuaeran
- Tarawa Nord
- Arorae Football Club
- Tabiteuea Nord

## Albo d'oro[1]
- 1984: Tarawa Sud
- 1987: Makin
- 1995: Betio Town Council
- 1996: Teinainano Urban Council
- 1997: Teinainano Urban Council
- 1998: Non disputato
- 1999: Betio Town Council
- 2000: Onotoa FC
- 2001: Non disputato
- 2002: Arorae [2]
- 2003: Non assegnato
- 2004: Teinainano Urban Council [3]
- 2005: Non assegnato
- 2006: Betio Town Council [4]
- 2007: Non assegnato
- 2008: Non assegnato
- 2009: Betio Town Council [5]
- 2010: Makin[6]
- 2011: Non assegnato
- 2012: Non disputato
- 2013: Makin [7]
- 2014: Non disputato
- 2015: Non assegnato
- 2016: Non disputato
- 2017: Nonouti[8]
- 2018: Non disputato
- 2019: Betio Town Council [9]
- 2020: Non disputato
- 2021: Non disputato (rinvio al 2023)
- 2022: Non disputato
- 2023: Betio Town Council [10]

## Marcatori
| Anno | Miglior marcatore | Squadra            | Goal |
| 2004 | Atiino Baraniko   | Betio Town Council | 15   |
| 2006 | Bebe Tureiaa      | Betio Town Council |      |